# Oprost
Oprost ili indulgencija (lat. indulgere - biti blag, obziran, popustljiv), u katoličkom nauku predstavlja otpuštanje vremenite kazne za grijehe.
Papa Pavao VI. u svojoj apostolskoj konstituciji Indulgentarium doctrina iz 1967. definira indulgencije kao "opraštanje pred Bogom vremenite kazne za grijehe za koje je krivnja (culpa) već oproštena."
Katolička Crkva podjeljuje oprost nakon što je krivica grijeha izbrisana sakramentom pomirenja ili ispovijedi. Prema katoličkom nauku, učinak je oprosta oslobađanje od posljedica grijeha koje se očituju u zemaljskim patnjama ili u Čistilištu. Te se posljedice grijeha nazivaju »vremenite kazne«. Crkva drži da može raspolagati oprostima onom vlašću koju joj je dao Krist.
Potpuni oprost oslobađa od svake vremenite kazne, koje su vjernici zaslužili svojim grijesima, koji jesu oprošteni, ali samo u segmentu krivnje i vječne kazne. Četiri osnovna uvjeta za oprost su: sakramentalna ispovijed, sveta pričest, molitva na nakanu Sv. Oca, treba isključiti svaku privrženost uz grijeh, pa i onaj laki.
Praksa podjeljivanja oprosta osobito se razvila od 11. stoljeća, a ponekad je dolazilo i do njezine zlouporabe.
Godine 1517. papa Lav X. uveo je praksu podjele oprosta za novac, tzv. Petrov oprost, čime se financirala izgradnja Bazilike sv. Petra. Zloupotreba oprosta tj. korištenje novca u privatne svrhe (npr. otplate dugova) bio jedan od glavnih prigovora Martina Luthera, kao i povoda reformacije. U međuvremenu su se način podjele oprosta, kao i propisani uvjeti za njegovo dobivanje znatno promijenili, a već od sredine 16. stoljeća nije bilo podjele oprosta za novac, već se od vjernika zahtijevalo da učine neko dobro djelo, pobožnu vježbu (pobožnost križnog puta, krunice i sl.) ili da čitaju Sveto pismo. Osobito je do znatnih promjena došlo 60-tih godina 20. stoljeća. 1999. u Augsburgu potpisan je sporazum između Katoličke i Evangeličke crkve kojim se one slažu u tome da se oprost od grijeha dobiva samo vjerom, a ne djelima.
Protestanti, slijedeći Lutherov nauk, ne prihvaćaju nauk o oprostu, te drže da svoje grijehe ispovijedaju Bogu posredstvom Isusa Krista. U takvom nauku nema mjesta za ulogu Crkve kao one koja bi podjeljivala oproste.
Protestantske crkve koje djeluju u Hrvatskoj, a prihvaćaju ta uvjerenja su (među ostalima): Evangelička Crkva, Adventisti sedmog dana, Baptisti i drugi.

## Vanjske poveznice
- dr. Željko Blagus: Dogmatska analiza oprosta u buli Pape Pija II. oštarskom svetištu

| Portal:Kršćanstvo | Portal: Kršćanstvo |